# Shawn Mendes World Tour
El Shawn Mendes World Tour es la segunda gira de conciertos de Shawn Mendes, en apoyo de su álbum de debut Handwritten (2015). La gira comenzó en la ciudad de Nueva York, Estados Unidos el 5 de marzo de 2016 y concluyó el 18 de marzo de 2017 en Manila, Filipinas. Mendes ha anunciado 45 fechas divididas en América del Norte, Europa, Oceanía y Asia.

## Antecedentes y desarrollo
Shawn Mendes anunció que estaba encabezando su segunda gira mundial después de la apertura en la gira de Taylor Swift, The 1989 World Tour en algunas fechas. La gira fue anunciada por primera vez en un espectáculo en Radio City Music Hall en la ciudad de Nueva York antes de anunciar Europa.

## Lista de canciones
1. «Something Big»
2. «Life Of The Party»
3. «The Weight»
4. «Bring It Back»
5. «I Don't Even Know Your Name>>
6. «Aftertaste»
7. «A Little Too Much»
8. «Kid in Love»
9. «I Know What You Did Last Summer»
10. «Ruin»
11. «Like This»
12. «Act like You Love Me»
13. «Three Empty Words»
14. «Never Be Alone»
15. «Stitches»

## Fechas
| Fecha                    | Ciudad           | País           | Recinto                                 | Entradas vendidas / Disponibles | Recaudación  |              |
| Norteamérica             | Norteamérica     | Norteamérica   | Norteamérica                            | Norteamérica                    | Norteamérica | Norteamérica |
| ------------------------ | ---------------- | -------------- | --------------------------------------- | ------------------------------- | ------------ | ------------ |
| 5 de marzo de 2016       | New York         | Estados Unidos | Radio City Music Hall                   | —                               | —            |              |
| 6 de marzo de 2016       | Houston          | Estados Unidos | Estadio NRG                             | Festival                        | Festival     |              |
| 19 de marzo de 2016      | Orlando          | Estados Unidos | Universal Orlando Resort                | —                               | —            |              |
| Europa                   |                  |                |                                         |                                 |              |              |
| 16 de abril de 2016      | Colonia          | Alemania       | E-Werk                                  | —                               | —            |              |
| 17 de abril de 2016      | Ámsterdam        | Países Bajos   | Paradiso                                | —                               | —            |              |
| 19 de abril de 2016      | Frederiksberg    | Dinamarca      | Falkoner Center                         | —                               | —            |              |
| 21 de abril de 2016      | Estocolmo        | Suecia         | Arena Fryshuset                         | —                               | —            |              |
| 22 de abril de 2016      | Oslo             | Noruega        | Spektrum                                | —                               | —            |              |
| 24 de abril de 2016      | Berlín           | Alemania       | Huxleys Neue Welt                       | —                               | —            |              |
| 27 de abril de 2016      | Milán            | Italia         | Fabrique                                | —                               | —            |              |
| 29 de abril de 2016      | Madrid           | España         | Barclaycard Center                      | —                               | —            |              |
| 2 de mayo de 2016        | París            | Francia        | Olympia                                 | —                               | —            |              |
| 5 de mayo de 2016        | Londres          | Reino Unido    | Hammersmith Apollo                      | —                               | —            |              |
| 6 de mayo de 2016        | Londres          | Reino Unido    | Hammersmith Apollo                      | —                               | —            |              |
| 8 de mayo de 2016        | Lisboa           | Portugal       | MEO Arena                               | —                               | —            |              |
| Norteamérica             |                  |                |                                         |                                 |              |              |
| 15 de julio de 2016      | Boca Ratón       | Estados Unidos | Mizner Amphitheater                     | 3,512 / 3,512                   | $140,480     |              |
| 16 de julio de 2016      | San Agustín      | Estados Unidos | Anfiteatro de San Agustín               | 3,796 / 3,796                   | $151,660     |              |
| 17 de julio de 2016      | Atlanta          | Estados Unidos | Fox Theatre                             | 4,377 / 4,377                   | $175,080     |              |
| 19 de julio de 2016      | San Antonio      | Estados Unidos | Freeman Coliseum                        | 6,703 / 6,703                   | $268,120     |              |
| 20 de julio de 2016      | Grand Prairie    | Estados Unidos | Verizon Theatre                         | 6,288 / 6,288                   | $245,840     |              |
| 22 de julio de 2016      | Phoenix          | Estados Unidos | Comerica Theatre                        | 4,628 / 4,628                   | $178,800     |              |
| 23 de julio de 2016      | San Diego        | Estados Unidos | Cal Coast Credit Union Open Air Theatre | 4,787 / 4,787                   | $181,400     |              |
| 24 de julio de 2016      | San José         | Estados Unidos | Event Center Arena                      | 4,542 / 4,542                   | $171,880     |              |
| 26 de julio de 2016      | Seattle          | Estados Unidos | WaMu Theater                            | 4,779 / 4,779                   | $182,800     |              |
| 27 de julio de 2016      | Vancouver        | Canadá         | Orpheum Theatre                         | 2,629 / 2,629                   | $101,840     |              |
| 30 de julio de 2016      | Magna            | Estados Unidos | The Great Saltair                       | 4,221 / 4,221                   | $160,040     |              |
| 31 de julio de 2016      | Broomfield       | Estados Unidos | 1stBank Center                          | 5,723 / 5,723                   | $220,720     |              |
| 2 de agosto de 2016      | Saint Paul       | Estados Unidos | Roy Wilkins Auditorium                  | 4,150 / 4,150                   | $159,960     |              |
| 4 de agosto de 2016      | West Allis       | Estados Unidos | Wisconsin State Fair Park               | 9,650 / 9,650                   | $313,179     |              |
| 5 de agosto de 2016      | Rosemont         | Estados Unidos | Rosemont Theatre                        | 4,378 / 4,378                   | $166,800     |              |
| 6 de agosto de 2016      | Saint Louis      | Estados Unidos | Fox Theatre                             | 4,150 / 4,150                   | $160,320     |              |
| 7 de agosto de 2016      | Nashville        | Estados Unidos | The Woods at Fontanel                   | 4,283 / 4,283                   | $168,320     |              |
| 10 de agosto de 2016     | Detroit          | Estados Unidos | Fox Theatre                             | 4,750 / 4,750                   | $183,440     |              |
| 12 de agosto de 2016     | Baltimore        | Estados Unidos | Pier Six Pavilion                       | 4,326 / 4,326                   | $164,680     |              |
| 13 de agosto de 2016     | Hamburg          | Estados Unidos | The Fairgrounds                         | 5,670 / 5,670                   | $244,920     |              |
| 14 de agosto de 2016     | Filadelfia       | Estados Unidos | Mann Center                             | 11,432 / 11,432                 | $366,700     |              |
| 16 de agosto de 2016     | West Long Branch | Estados Unidos | MAC                                     | —                               | —            |              |
| 17 de agosto de 2016     | Lowell           | Estados Unidos | Tsongas Center                          | 5,124 /5,124                    | $197,160     |              |
| 19 de agosto de 2016     | Uncasville       | Estados Unidos | Mohegan Sun Arena                       | —                               | —            |              |
| 20 de agosto de 2016     | Hershey          | Estados Unidos | Hersheypark Stadium                     | —                               | —            |              |
| 21 de agosto de 2016     | Toronto          | Canadá         | Air Canada Centre                       | 13,743 / 13,743                 | $571,236     |              |
| 10 de septiembre de 2016 | New York         | Estados Unidos | Madison Square Garden                   | 12,828 / 12,828                 | $674,353     |              |
| Oceanía                  |                  |                |                                         |                                 |              |              |
| 1 de noviembre de 2016   | Sídney           | Australia      | Enmore Theatre                          | 4,744 / 4,744                   | $220,939     |              |
| 2 de noviembre de 2016   | Sídney           | Australia      | Enmore Theatre                          | 4,744 / 4,744                   | $220,939     |              |
| Asia                     |                  |                |                                         |                                 |              |              |
| 18 de marzo de 2017      | Manila           | Filipinas      | Mall of Asia Arena                      | —                               | —            |              |
| Total                    | Total            | Total          | Total                                   | 95,461 / 95,461 (100%)          | $3,821,592   |              |